# Calle José María Eskuza
La calle José María Eskuza es una calle ubicada en el centro de la villa de Bilbao. Se inicia en la calle Licenciado Poza y finaliza en la calle Pérez Galdós, junto a la avenida del Ferrocarril, corriendo paralela a la avenida de Sabino Arana.

## Edificios de interés
Diversos edificios reseñables rodean la calle José María Eskuza:
- Estadio de San Mamés
- Estación de Bilbao Intermodal
- Hospital de Basurto
- Euskal Telebista
- Garellano
- Santa y Real Casa de Misericordia de Bilbao
- Palacio Euskalduna

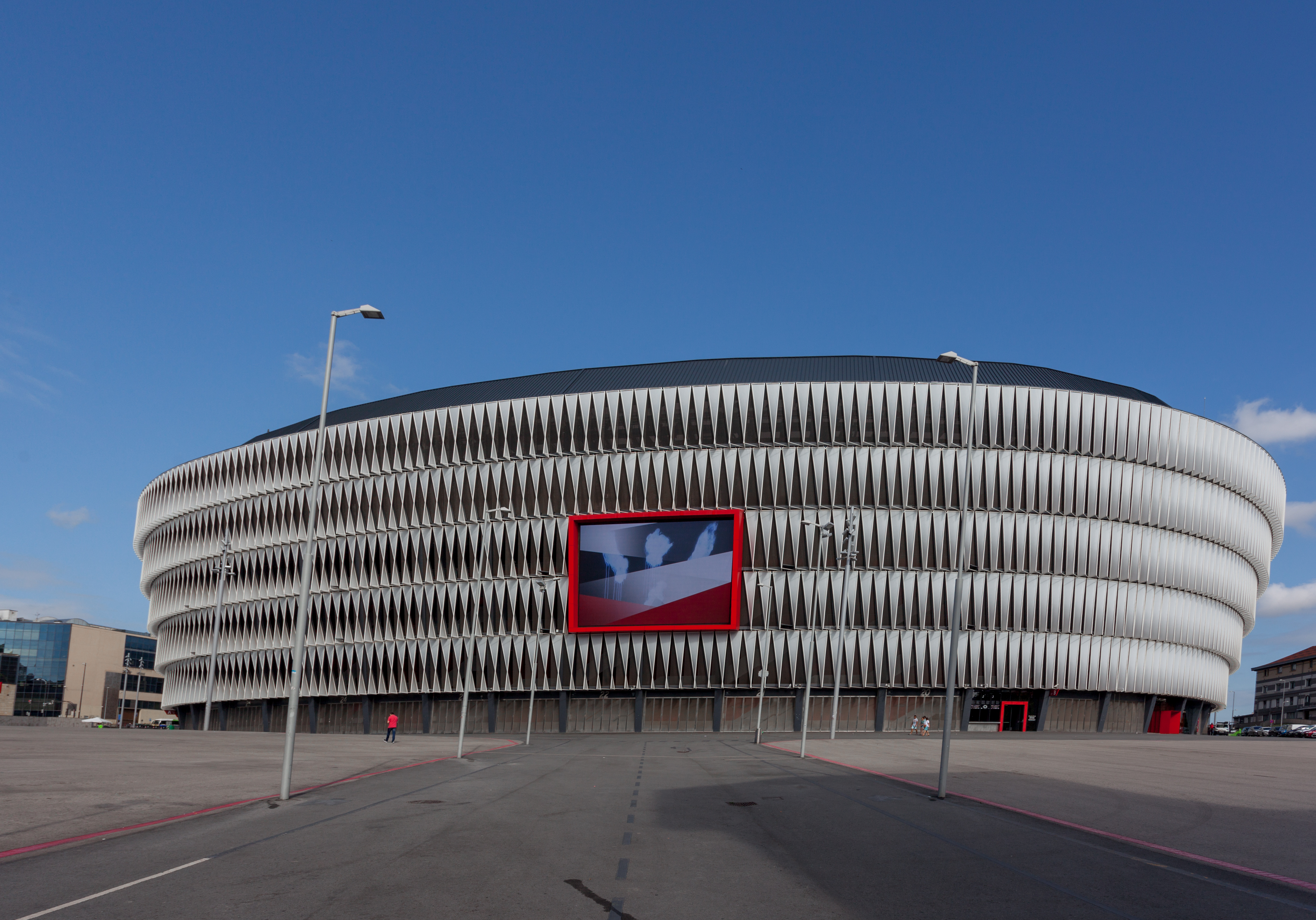
Estadio de San Mamés
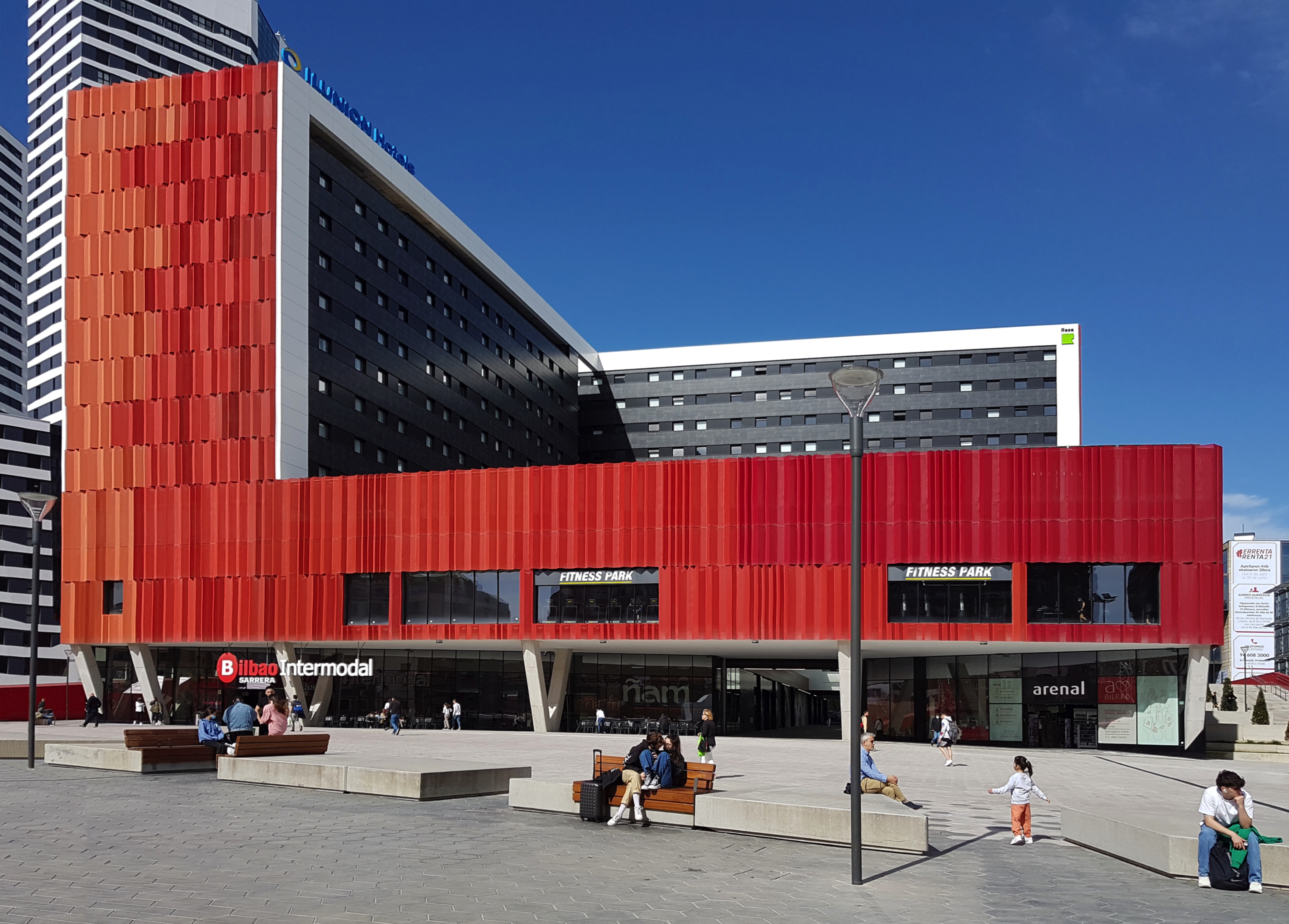
Estación de Bilbao Intermodal
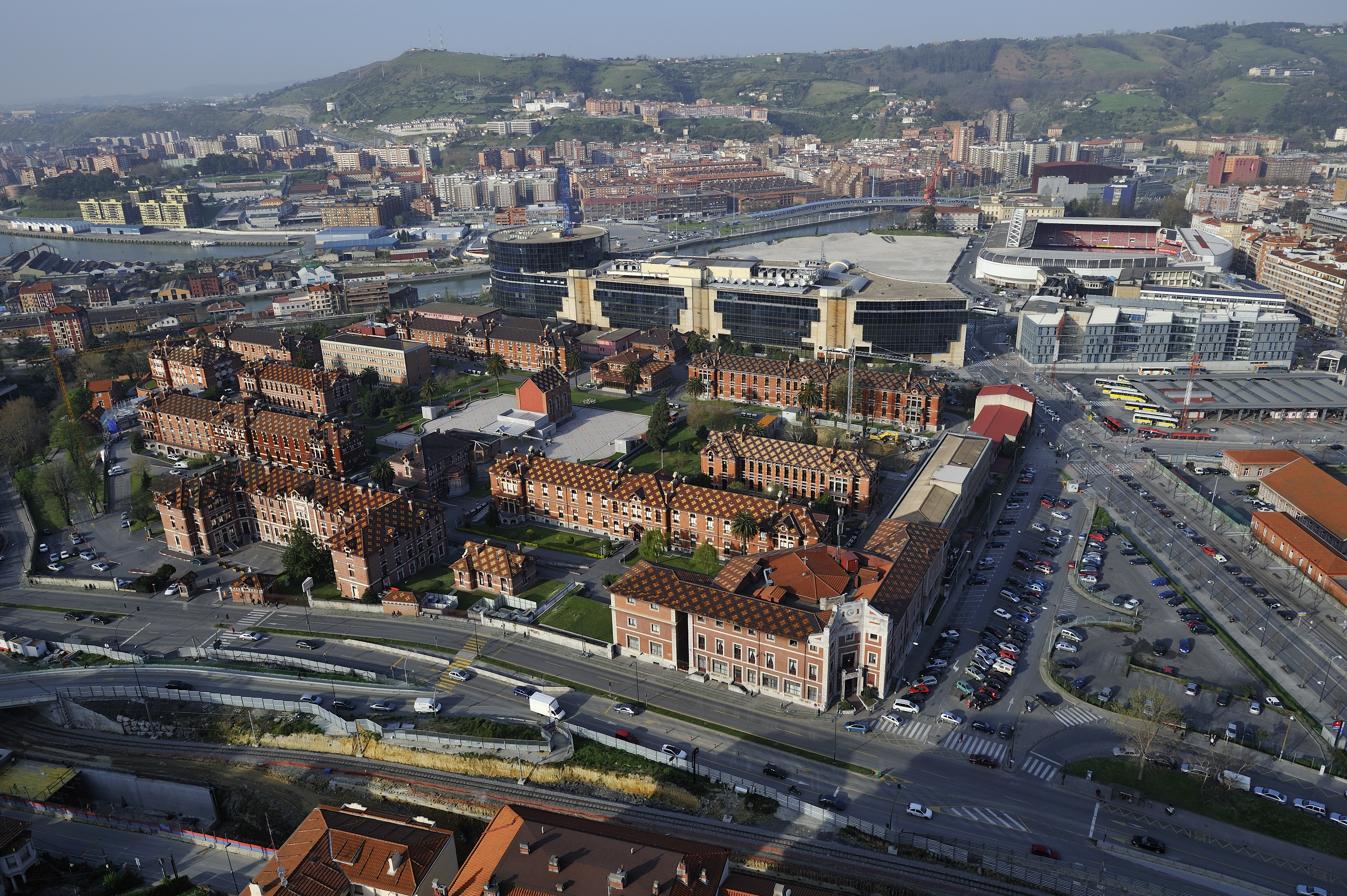
Hospital de Basurto
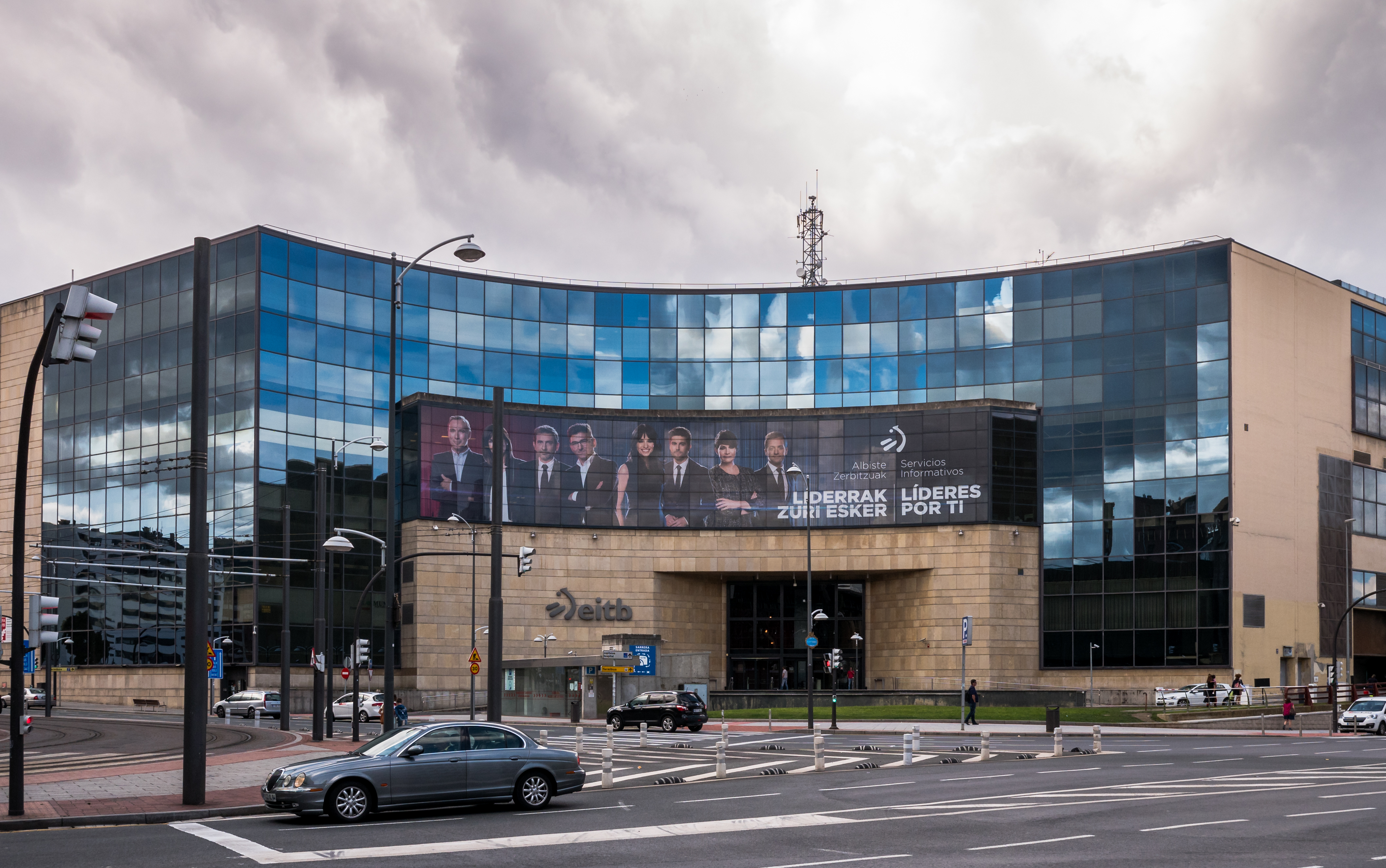
Sede de Euskal Telebista
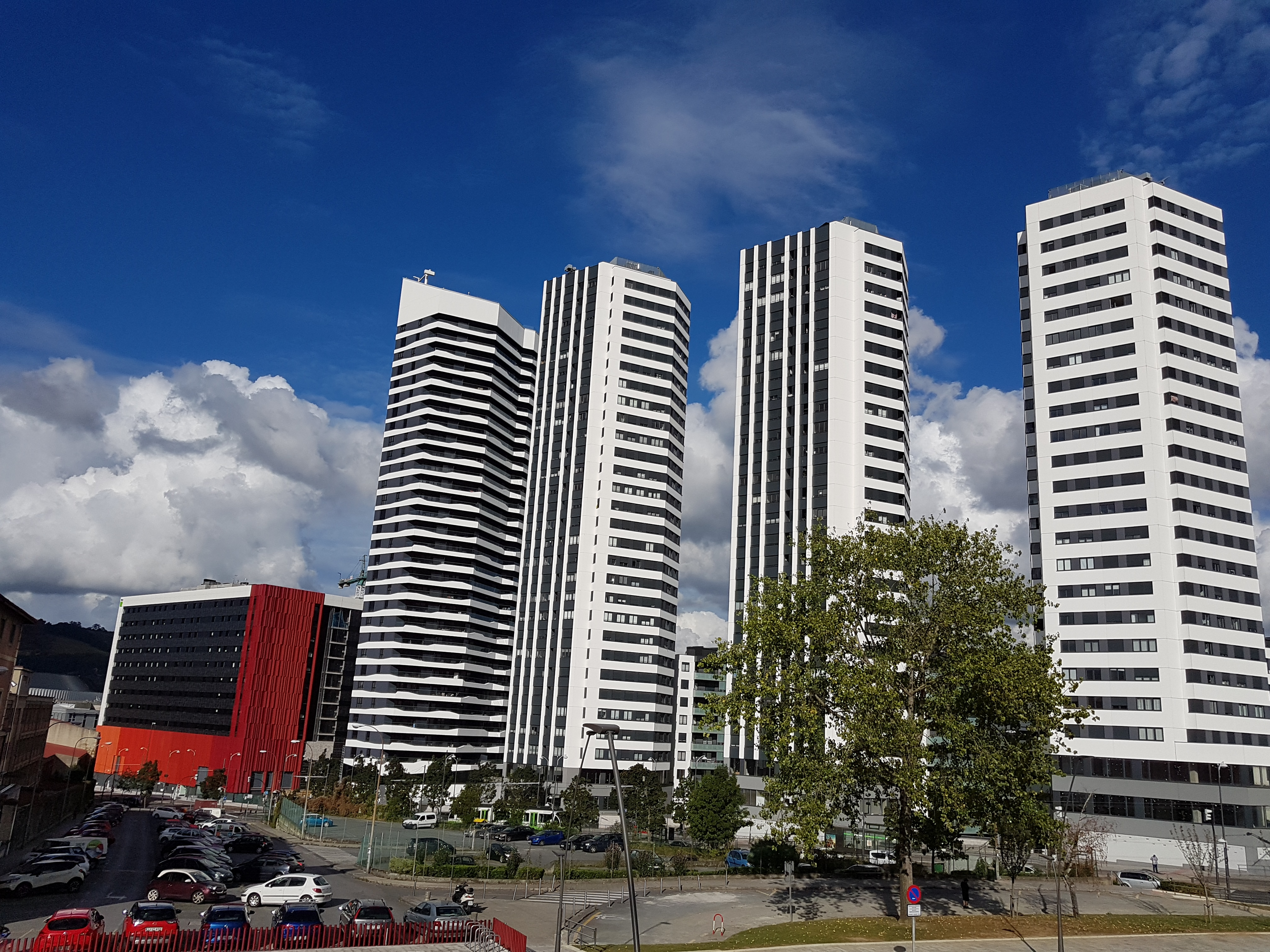
Torres de Garellano
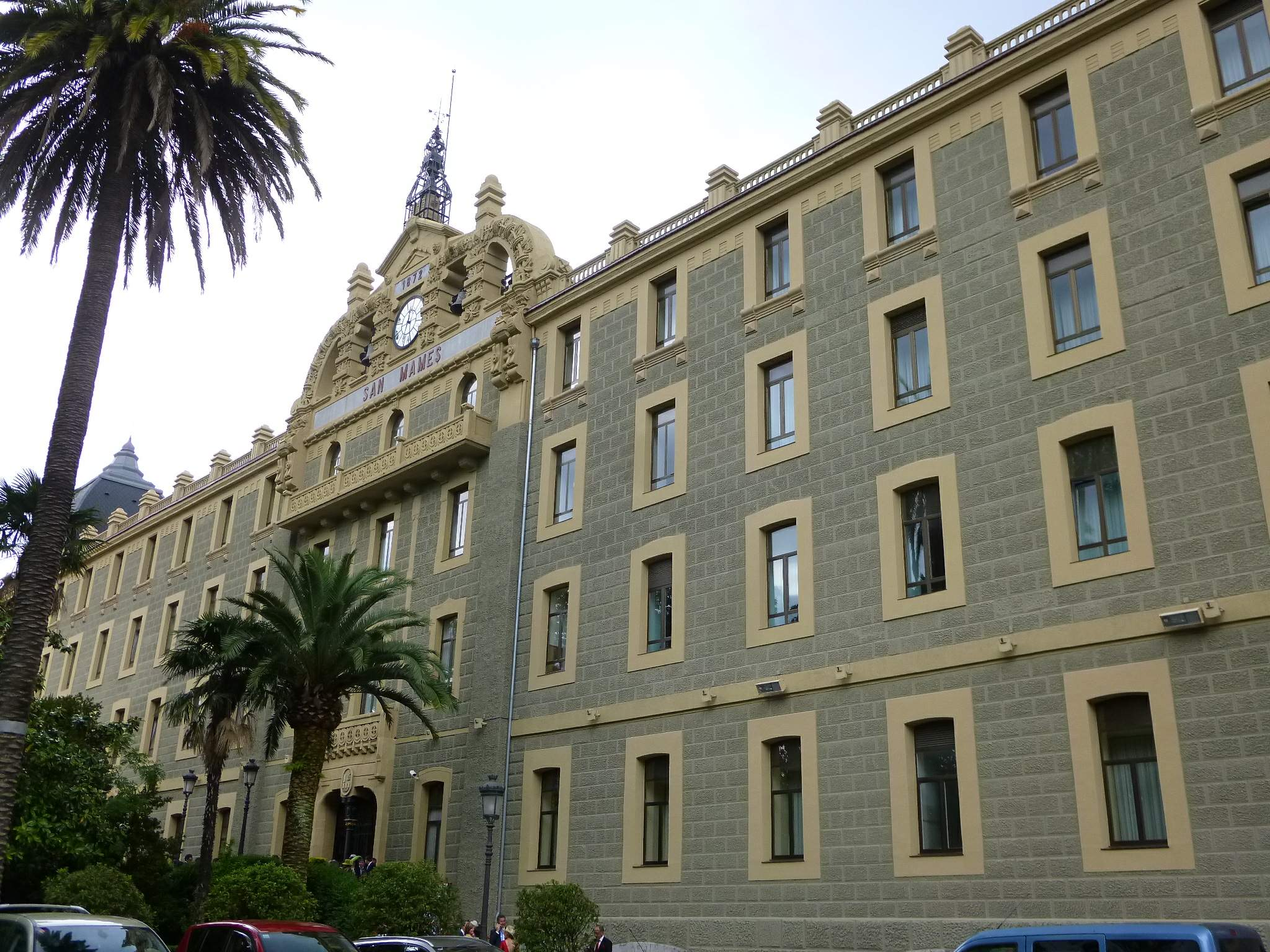
Santa y Real Casa de Misericordia de Bilbao
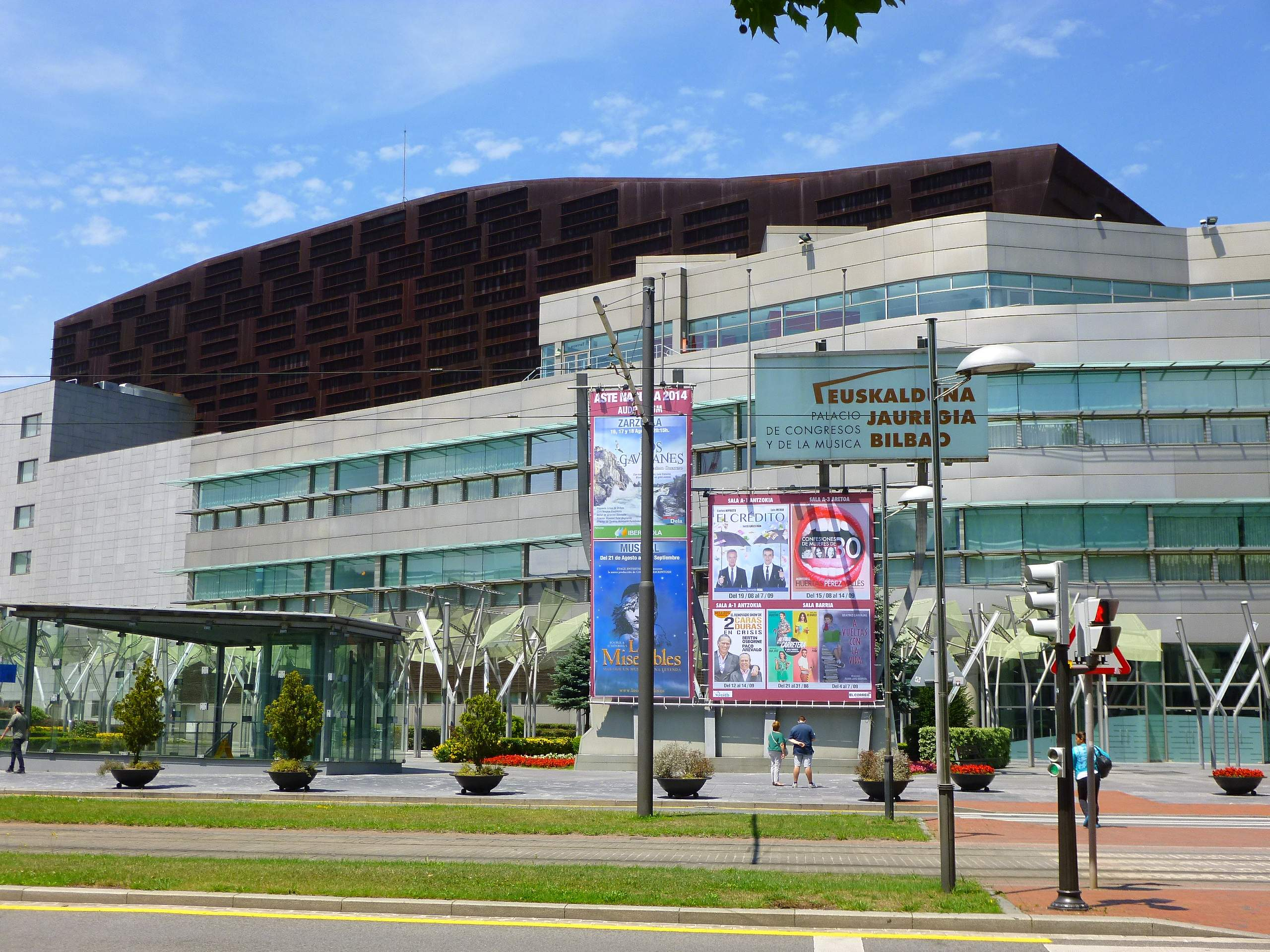
Palacio Euskalduna

## Medios de transporte
- Estación de Santimami/San Mamés del metro de Bilbao. Avenida de Sabino Arana, 17 (salida Sabino Arana)